# Neon (Band)
Neon (Eigenschreibweise NEON) ist ein deutsches Schlager-Duo aus Nordrhein-Westfalen.

## Karriere
Die Mediengestalter Thomas „Tom“ Reese und Andreas „Andi“ Robitzky gründeten 2013 das gemeinsame Projekt Neon. Erste Demo-Songs präsentierten sie bei einem Auftritt auf einem Kölner Straßenfest, woraufhin eine einjährige Zusammenarbeit mit TV-Moderator Uwe Hübner im Rahmen eines Beratervertrages folgte. Sie waren Teilnehmer bei der RTL-West Wochendokumentation Schlagerhoffnung 2014, wo sie vor dem Finale ausschieden.
Im Jahr 2015 übernahm Marcel Pieofke das Management. Im Rahmen dieser Zusammenarbeit erschienen die erste Single Sternenflieger und das dazugehörige Musikvideo. Das Debütalbum Universum wurde im Februar 2016 im Bochumer Nachtclub Matrix vorgestellt.
Der Veranstalter Markus Krampe suchte 2016 einen neuen Künstler für seine Olé-Konzertreihe und seine Wahl fiel auf Neon. Beim Finale der Olé-Tour 2016 präsentierte Neon in der Arena auf Schalke erstmals die neue Single In dieser Nacht vor über 40.000 Schlagerfans. Eine TV-Reportage bei RTL porträtierte Neon auf dem Weg zum Titelgewinn. Auch 2017, 2018 und 2019 stand Neon wieder als fester Bestandteil bei den Olé-Partys auf der Bühne.
Im Rahmen einer Schlagerreise von Sonnenklar.TV gewann Neon im Oktober 2017 den Titel Sonnenklar.TV-Künstler des Jahres. Diesen Titel konnte Neon im Jahr 2018 im Rahmen einer Live-TV-Sendung in München verteidigen. Es folgten diverse TV-Auftritte unter anderem in der Kunath & Co Holiday Show und bei der Gala Goldene Sonne.
Im April 2018 präsentierte Neon sein zweites Album 2.0 in der Weststadthalle Essen.
Im Februar 2022 veröffentlichte Neon die erste Single beim neuen Label Telamo. Im September 2022 folgte das dazugehörige Album Verrückt nach Liebe.
Im Dezember 2022 trat Neon erstmals in der ARD beim Adventsfest der 100.000 Lichter mit Florian Silbereisen auf. Sie waren Teil der „Schlager Youngstars“ mit dem Titel Do They Know It`s Christmas.
Im Oktober 2024 veröffentlichte Neon mit "Unschlagbar" die erste Single beim neuen Label VIA Music Germany.

## Diskografie

### Singles
- 2015 Sternenflieger
- 2015 Am Ende bleiben Tränen
- 2016 Engel oder Teufel
- 2016 Loslappie
- 2016 In dieser Nacht
- 2017 Au Revoir
- 2017 Ayo
- 2017 Weihnachtszeit (feat. Mallorca Cowboys)
- 2018 Immer noch
- 2018 Für Immer (feat. Tanja Lasch)
- 2019 100.000 Volt
- 2019 Willst Du mit mir gehen
- 2020 Echte Freunde
- 2020 Phantombild
- 2020 Supergut
- 2021 Planetenhaft
- 2022 Fly High
- 2022 Cabrio
- 2022 Julia
- 2022 Do they know it's Christmas
- 2023 Sonne der Nacht
- 2023 Morgen Früh
- 2023 Liebesblind
- 2023 Neonbunte Weihnachtszeit
- 2024 Hex Hex
- 2024 First Class
- 2024 Du bleibst
- 2024 Unschlagbar
- 2024 Gemeinsam nie allein
- 2025 Leben wir

### Alben
- 2016 Universum
- 2018 2.0[6]
- 2022 Verrückt nach Liebe

## Auszeichnungen
- 2016: Olé-Entertainer[7]
- 2017/18: Sonnenklar.TV-Künstler des Jahres[8]
- 2018/19: Sonnenklar.TV-Künstler des Jahres[9]
- 2019: 1. Platz Beste Band 2018 – Publikumspreis von Schlager.de[10]
- 2020: 2. Platz Beste Band 2019 – Publikumspreis von Schlager.de[11]
- 2021: 1. Platz Beste Band 2020 – Publikumspreis von Schlager.de[12]
- 2023: 1. Platz Beste Band 2022 – Publikumspreis von Schlager.de[13]
- 2024: 1. Platz Beste Band 2023 – Publikumspreis von Schlager.de[14]
- 2025: 2. Platz Schlagerstar des Jahres 2024 – Publikumspreis von Schlager.de[15]

## Belege
1. ↑  Marco Virgillito: Schlager-Duo Neon ist glücklich über Debütalbum. In: Neue Rhein/Neue Ruhr Zeitung. Funke Mediengruppe, März 2016, abgerufen am 27. Juni 2018.
2. ↑  NEON feiert mit der brandneuen Single „Fly High“ seinen Einstand beim neuen Labelpartner. In: Telamo. 3. Februar 2022, abgerufen am 4. Februar 2022 (deutsch).
3. ↑  Schlager Youngstars - Do They Know Its Christmas Time | Adventsfest der 100.000 Lichter. Abgerufen am 23. Dezember 2022 (deutsch).
4. ↑  NEON Zurück im Heimathafen – NEON unterschreibt wieder bei VIA Music! In: Smago. 7. Oktober 2024, abgerufen am 14. Februar 2025.
5. ↑  Chartquellen: Deutschland
6. ↑  NEON: Das war die Release-Party zum Album “2.0”!
7. ↑  Olé-Entertainer Neon – Die neue Single „Au Revoir“ der erste Vorgeschmack auf das neue Album „2.0“. In: DasSchlagerMagazin. 18. März 2017, abgerufen am 27. Juni 2018.
8. ↑  Redaktion [MS]: Das war die Mallorca Schlager-Reise 2017 von Sonnenklar.TV. In: .popschlager-aktuell.com. 29. Oktober 2017, abgerufen am 27. Juni 2018.
9. ↑  Endlich 18! sonnenklar.TV Geburtstags-Schlagernacht. In: Der sonnenklar.TV Reiseblog. Abgerufen am 17. Juli 2020 (deutsch).
10. ↑  Schlager.de-Voting: DAS sind EURE Gewinner!
11. ↑  DAS sind EURE Gewinner beim großen Schlager.de-Jahresvoting! In: Schlager.de. Abgerufen am 17. Juli 2020 (deutsch).
12. ↑  DAS sind EURE Gewinner beim großen Schlager.de-Jahresvoting! In: Schlager.de. Archiviert vom Original (nicht mehr online verfügbar) am 13. April 2021; abgerufen am 17. Januar 2022 (deutsch).  Info: Der Archivlink wurde automatisch eingesetzt und noch nicht geprüft. Bitte prüfe Original- und Archivlink gemäß Anleitung und entferne dann diesen Hinweis.
13. ↑  DAS sind EURE Gewinner beim Schlager.de-Jahresvoting - Schlager.de. 1. März 2023, abgerufen am 23. Februar 2024 (deutsch).
14. ↑  Schlager.de-Jahresvoting 2023: Das sind EURE Gewinner! - Schlager.de. 1. März 2024, abgerufen am 29. Juni 2024 (deutsch).
15. ↑  Charlotte Pfeifer: DAS ist Euer Schlagerstar des Jahres 2024. 4. März 2025, abgerufen am 8. April 2025 (deutsch).